# Kriegerehrenmal (Niederleuken)

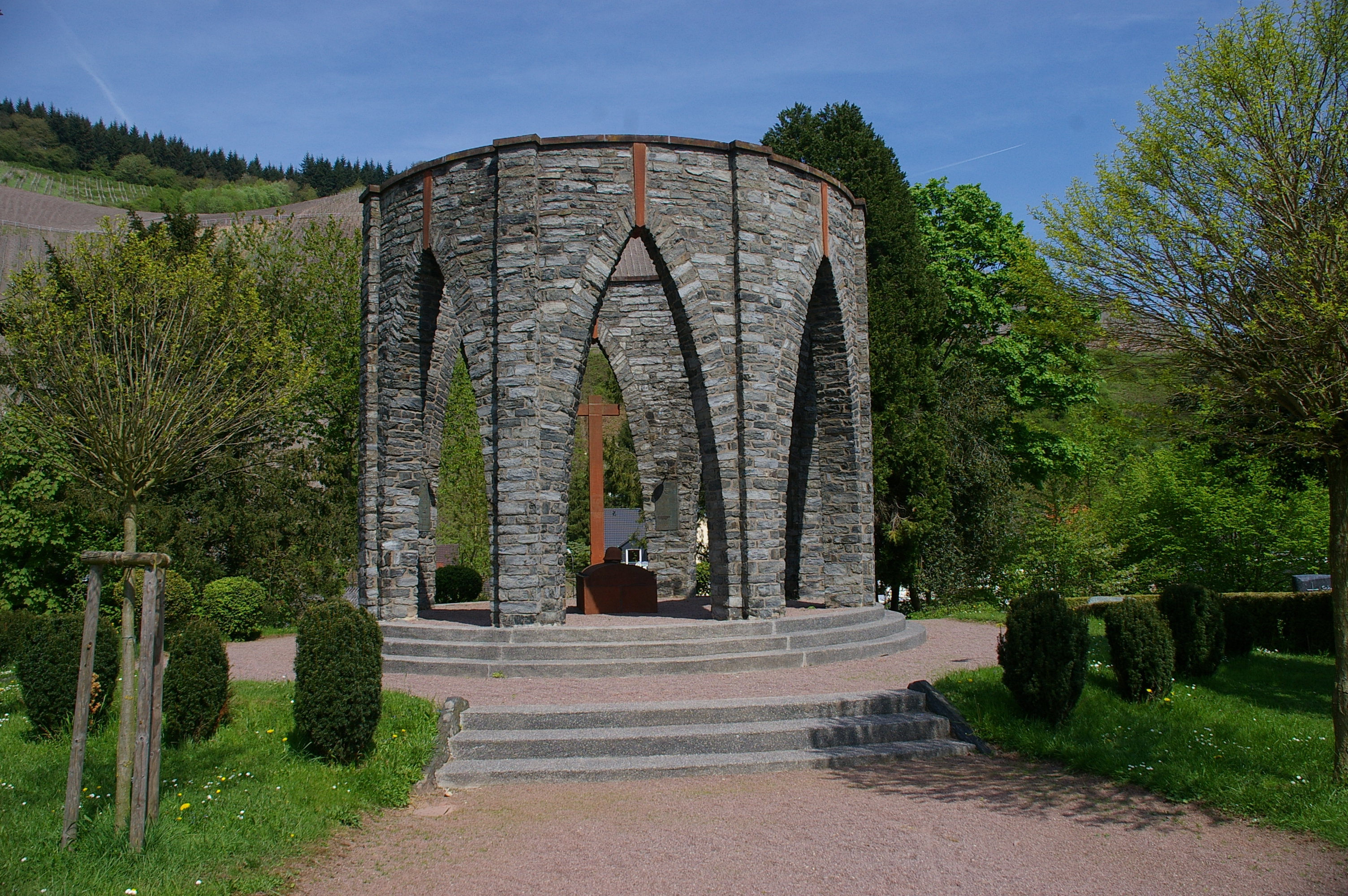
Ehrenmal mit Sarkophag

Das Kriegerehrenmal des Ortes Niederleuken (Landkreis Trier-Saarburg) wurde 1932 im Gedenken an die aus dem Ort stammenden Soldaten errichtet, die während des Ersten Weltkrieges fielen. Der mit der Ausführung beauftragte Architekt Josef Nussbaum schuf im Stil der Heimatschutzbewegung eine von einem kleinen Ehrenhain umgebene Rotunde.
In Bezug zur Größe des Ortes stellt das Ehrenmal eine außerordentliche Kriegerehrung dar und ist im Vergleich zu den Ehrenrotunden des Landkreises, zum Beispiel in Konz und Kirf, als durchaus eigenständige architektonische Schöpfung anzusehen.

## Beschreibung
Das dem expressionistischen Baustil verpflichtete Ehrenmal befindet sich erhöht über der im Jahr 1953 erbauten Filialkirche St. Bartholomäus. Auf einem Stufensockel mit Treppen ist eine aus spitzbogigen Pfeilern gebildete Rotunde errichtet, die aus örtlichem Schieferbruchstein gemauert wurde. Umgeben ist die Anlage von einem Ehrenhain aus Bäumen, der von Hecken und niedrigen Pfeilern eingefasst ist.
In der Zentralachse des nach oben offenen Rundtempels befindet sich eine kreuzförmige Gedenksäule; vor dieser steht ein Sarkophag aus Rotsandstein auf dem die Symbole Helm und Schwert angebracht sind. Um den Sarkophag umlaufend befindet sich die Inschrift DAS BLUT DER GEFALLENEN WERDE DER SAMEN ZU NEUEN HELDEN. In die Pfeiler links und rechts des Sarkophags sind Widmungstafeln eingelassen, auf denen die Namen der Gefallenen eingraviert sind.

## Geschichte
Der Gedanke ein Denkmal zu errichten, entstand in den Folgejahren des Ersten Weltkrieges. Aus der damals 360 Einwohner zählenden Gemeinde waren in den kriegerischen Auseinandersetzungen 27 Männer gefallen. Zunächst schien es auch so, als könne das Vorhaben einer würdigen Gedenkstätte realisiert werden. Der ansässige Kaplan Speicher hatte bereits Gelder gesammelt. Lediglich über den Standort herrschte Unklarheit. In Besprechungen mit dem Bürgermeister, dem Gemeinderat und dem Vorstand des Kriegervereins wurden die Ausläufer des Schlossberges, zwischen dem heutigen Burgweg und dem Saarblick, als Standort favorisiert. In einer Bürgerversammlung entschieden sich die Bewohner des Dorfes letztendlich für den gemeindeeigenen Platz oberhalb der Dorfschule.
Es bildete sich eine Kommission, die die Planung und Durchführung des Vorhabens vorantreiben sollte. Diesem Gremium gehörten zwei Mitglieder des Kriegervereins, zwei Mitglieder des Unterhaltungsvereins „Eintracht“ und des Gemeinderats, sowie der Ortsvorsteher Merten an. Vorsitzender der Kommission wurde am 31. August 1931 der neue Dorfschullehrer Petit. Obwohl Lehrer Petit nur kurze in Niederleuken tätig war (er wurde bereits 1934 nach Ürzig versetzt), erwarb er sich bei der Errichtung des Kriegerdenkmals große Verdienste.
Nach einer Veröffentlichung in der lokalen Presse zum Jahresende 1931 vergingen nur wenige Tage und es meldeten sich die ersten interessierten Architekten und Planer. Die Wahl fiel schließlich auf Josef Nussbaum aus Saarburg, dessen Planungsunterlagen noch heute im Original vorliegen. Sein Entwurf vom Januar 1932 enthielt eine Gedenksäule mit einem kreisförmigen Grundriss aus örtlichem Schieferbruchstein. In den Rundtempel sollte ein Sarkophag gestellt werden. Die Bauleitung oblag dem Kreisbauamt Saarburg, die Organisation der freiwilligen Helfer und die Materialbeschaffung dem Kommissionsvorsitzenden Petit.
Die Finanzierung wurde durch einen Fonds des Kriegervereins und Unterstützung der Gemeinde geregelt. Die Baumaterialien wurden von den Bürgern Niederleukens gespendet und diese führten auch die Bauarbeiten durch. Erwähnenswert ist auch, dass bei gerichtlichen Entscheidungen, so in einer Privatklagesache, der Unterlegene zur Zahlung eines Geldbetrages von 300 Mark für den Denkmalbau verpflichtet wurde.
Die Arbeiten schritten zügig voran, so dass das Denkmal am 7. August 1932 eingeweiht werden konnte. Auch der damalige Reichspräsident Hindenburg wurde zur Einweihung eingeladen. In dieser Einladung vom 12. Juli 1932 schrieb der Verfasser unter anderem: „Das Denkmal ist nur aus Steinen der engeren Heimat erbaut worden; selbst die Gedenktafeln sind aus Weinbergsspritzen hergestellt, die die Gefallenen so oft, im Schweiße ihres Angesichts getragen haben.“